# Boharagaun
Boharagaun (nep. बोहरागाउँ) – gaun wikas samiti w zachodniej części Nepalu w strefie Dhawalagiri w dystrykcie Baglung. Według nepalskiego spisu powszechnego z 2011 roku liczył on 1294 gospodarstwa domowe i 5903 mieszkańców (3241 kobiet i 2662 mężczyzn).